# Bulgan (Bayan-Ölgii)
Pour les articles homonymes, voir Bulgan.
Bulgan (mongol : ᠪᠤᠯᠠᠭᠠᠨ
ᠰᠤᠮᠤ, VPMC : bulaɣan sumu, cyrillique : Булган сум, MNS : Bulgan sum) est un sum du aïmag de Bayan-Ölgii, à l’extrémité Ouest de la Mongolie, principalement peuplée de Kazakhs.